# Östra Karaby kyrka
Östra Karaby kyrka  är en kyrkobyggnad i Östra Karaby i Eslövs kommun. Den är församlingskyrka i Marieholms församling i Lunds stift.
Kyrkan lär vara byggd mot slutet av 1000-talet eller möjligen början av 1100-talet i romansk stil. Den är mycket liten, saknar torn och är tillbyggd i mitten av 1800-talet med ett valv åt väst. Vapenhuset mot norr tillkom enligt någon uppgift 1728. Tidigare fanns ett vapenhus i söder.
Kyrkan äger ett triumfkrucifix från 1400-talet, som är svårt skadat. På en gammal kollektlåda läses "Anno 1713 bygdes kl.huset, anno 1721 gjordes stolarna, anno 1728 bygdes Vapenhuset." 
Kyrkan restaurerades 1917 med ny restaurering i mitten på 1960-talet. Man tog då fram detaljer av medeltida dekor, vacker ornamentering från 1400-talet och predikstolen återfick sin utsmyckning i rokoko från 1700-talet. 
Nordost om kyrkan finns en timrad klockstapel från 1713. Den har endast en klocka, gjuten 1763.

## Orgel
- 1864 byggde Carl Elfström, Ljungby en orgel. Den byggdes om 1927 av S A Runbäck och fick då 6 stämmor.
- Den nuvarande orgeln byggdes 1967 av Frederiksborg Orgelbyggeri i Hillerød i Danmark och är en mekanisk orgel.

| Manual          | Pedal      | Koppel  |
| Gedackt 8'      | Subbas 16' | Man/Ped |
| Fugara 8'       |            |         |
| Principal 4'    |            |         |
| Rörflöjt 4'     |            |         |
| Gemshorn 2'     |            |         |
| Mixtur 2-3 chor |            |         |